# Catalogul Colecției Globus (Editura Univers)
Catalogul Colecției Globus (Editura Univers și Editura pentru Literatură Universală)
Primul număr al colecției a apărut în anul 1974, volumul „Un adolescent de altădată. Maltaveme” de François Mauriac. Colecția Globus înlocuia Colecția Meridiane, care existase din 1954 până în 1974. Această nouă colecție urma să fie una dintre cele mai importante colecții de literatura universală din perioada comunistă. Numerotarea o continua pe cea de la Meridiane, care se oprise la numărul 230, adăugând, pe lângă numarul general al colecției și numărul anual al volumului. Astfel, primul număr, aparut în 1974, urma să fie 1/231 și așa mai departe. Din ceea ce știm, intre 1974 si 1990, au apărut 256 de volume, în fapt colecția apărând până în 1993, ultimul  număr din 1989 fiind 473-14, al CCXLIII-lea număr al colecției. Colecția a fost reinițializată, de către editura Univers, in 2010, fără numerotare. Însă, in noile condiții ale economiei capitaliste, concurența marilor edituri apărute după 1990 o împiedică sa aibă același prestigiu ca-n perioada ante 1989.  
Odată cu schimbarea numelui colecția de literatură universală a editurii Univers și-a schimbat și aspectul grafic.
| Numărul | Autor                                           | Titlu                                                                          | Observații |  |
| ------- | ----------------------------------------------- | ------------------------------------------------------------------------------ | --- |  |
| 01/231  | François Mauriac                                | Un adolescent de altădată. Maltaverne (romane)                                 | Traducere și note de Sanda Râpeanu, prefață de Valeriu Râpeanu. București, 1974, 312 pagini, 7 lei.                                       |  |
| 02/232  | Lalla Romano                                    | Cuvintele de toate zilele                                                      | Traducere și prefață de Constanța Tănăsescu. București, 1974, 414 pagini, 10 lei.                                                         |  |
| 03/233  | Francois Nourissier                             | Sfîrșitul                                                                      | Traducere de Ileana Lupescu, prefață de Radu Toma. București, 1974, 196 pagini, 5,25 lei.                                                 |  |
| 04/234  | Marlen Haushofer                                | Mansarda                                                                       | Traducere de Cecilia Teodorescu, prefață de Mariana Șora. București, 1974, 246 pagini.                                                    |  |
| 05/235  | Jean-Louis Curtis                               | Ceaiul sub chiparoși                                                           | Traducere de Ileana Vasilescu-Someșan, prefață de Dinu Flămînd. București, 1974, 304 pagini, 7,50 lei.                                    |  |
| 06/236  | Konstantin Vorabiov (în engleză.)               | A venit uriașul... (Vot prishol velikan, Вот пришел великан, 1971)             | Traducere de Alexandru Calais. București, 1974, 324 pagini, 7,50 lei.                                                                     |  |
| 07/237  | Kostas Asimakopoulos                            | Generația prizonierilor                                                        | Traducere de Antița Augustopoulos-Juncan. București, 1974, 212 pagini, 6,50 lei.                                                          |  |
| 08/238  | Georg Britting (în germană.)                    | Surorile                                                                       | Traducere de Corina Jiva. București, 1974, 299 pagini, 7,25 lei.                                                                          |  |
| 09/239  | Tommaso Landolfi                                | Povestiri imposibile                                                           | Traducere de Vintilă Roban, prefață de Șerban Stati, București, 1974, 448 pagini, 11 lei.                                                 |  |
| 10/240  | Pierre Gascar                                   | Ani de vrajă                                                                   | Traducere și prefață de Angela Cismaș, București, 1974, 212 pagini, 5,5 lei.                                                              |  |
| 11/241  | Wacław Kubacki (în poloneză.)                   | Trista Veneție (Smutna Wenecja – 1967, powieść.)                               | Traducere de Rodica Ciocan Ivănescu, București, 1974, 208 pagini, 5,75 lei.                                                               |  |
| 12/242  | Maria Kuncewiczowa                              | Tristan 1946                                                                   | Traducere de Maria Vîrcioroveanu, București, 1974, 360 pagini, 8,5 lei.                                                                   |  |
| 13/243  | Joaquim Paco D’Arcos (în portugheză.)           | Memoriile unei bancnote                                                        | Traducere și cuvânt înainte de Dumitru Alistar, București, 1974, 224 pagini, 6 lei.                                                       |  |
| 14/244  | Chinua Achebe                                   | Se năruie o lume                                                               | Traducere prefață și glosar de Elisabeta și Mihai Miroiu, București, 1974, 212 pagini, 6,75 lei.                                          |  |
| 15/245  | Mary Webb (în engleză.)                         | Hazel, fata pământului                                                         | Traducere de Ion Caraion, București, 1974, 414 pagini, 9,5 lei.                                                                           |  |
| 16/246  | Veijo Meri (în engleză.)                        | Funia (Manillaköysi, 1957, romaani.)                                           | Traducere de Dorin Oancea, București, 1974, 124 pagini, 7 lei.                                                                            |  |
| 17/247  | Manuel Cofiño López (în spaniolă.)              | Dragoste și luptă                                                              | Traducere de Anca Dovăncescu și Platon Pardău, București, 1974, 292 pagini, 7,5 lei.                                                      |  |
| 18/248  | W. Somerset Maugham                             | Honolulu                                                                       | Traducere de Solomon Marcus, București, 1974, 294 pagini, 7 lei.                                                                          |  |
| 19/249  | Alexandr Grin                                   | Nuvele, vol. I, Colonia Lanfyere                                               | Traducere de Natalia Radovici, București, 1974, 280 pagini, 7,75 lei.                                                                     |  |
| 20/250  | Alexandr Grin                                   | Nuvele, vol. II, Corăbiile au venit la Lys                                     | Traducere de Natalia Radovici, București, 1974, 276 pagini, 7,75 lei.                                                                     |  |
| 01/251  | Patrick Modiano                                 | Bulevardele de centură                                                         | Traducere de Livia Storescu, prefața de Antoaneta Tănăsescu, București, 1975, 142 pagini, 3,5 lei.                                        |  |
| 02/252  | Bernard Clavel                                  | Stăpânul fluviului                                                             | Traducere de Elis Bușneag, București, 1975, 336 pagini, 7,75 lei.                                                                         |  |
| 03/253  | Hermann Hesse                                   | Peter Camenzind                                                                | Traducere de Sergiu Sălăgean, București, 1975, 208 pagini, 5,25 lei.                                                                      |  |
| 04/254  | André Pieyre de Mandiargues (în franceză.)      | Muzeul negru                                                                   | Traducere de Alexandru Baciu, București, 1975, 212 pagini, 5 lei.                                                                         |  |
| 05/255  | Muriel Spark (în engleză.)                      | Domnișoara Brodie în floarea vârstei (The Prime of Miss Jean Brodie (1961))    | Traducere de Livia Deac, București, 1975, 174 pagini, 4,25 lei.                                                                           |  |
| 06/256  | Henry de Montherlant                            | Cazul Exupere                                                                  | Traducere de Irina Mavrodin, București, 1975, 216 pagini, 5,5 lei.                                                                        |  |
| 07/257  | Fausta Cialente (în engleză.)                   | Ca vîntul pe nisip (Il vento sulla sabbia: romanzo, 1972.)                     | Traducere de Oana Busuioceanu, București, 1975, 196 pagini, 5 lei.                                                                        |  |
| 08/258  | Ugo Attardi (în engleză.)                       | Moștenitorul sălbatic                                                          | Traducere de Mihail B. Constantin, București, 1975, 292 pagini, 7 lei.                                                                    |  |
| 09/259  | Valentin Grigorievici Rasputin                  | Sorocul cel de pe urmă (Последний срок, 1970.)                                 | Traducere de Ioana și Tudor Savu, București, 1975, 276 pagini, 6,5 lei.                                                                   |  |
| 10/260  | Hjalmar Soderberg                               | Tinerețea lui Martin Birch                                                     | Traducere de Petre Banuș, București, 1975, 176 pagini, 4,25 lei.                                                                          |  |
| 11/261  | Imants Ziedonis (în engleză.)                   | Epifanii (Epifānijas)                                                          | Traducere de Ion Horea, București, 1975, 120 pagini, 3,5 lei.                                                                             |  |
| 12/262  | Stanisław Dygat (în engleză.)                   | Lacul Constanța (Jezioro Bodeńskie, 1946.)                                     | Traducere de Mărgărita Petrescu-Vavi, București, 1975, 348 pagini, 7,75 lei.                                                              |  |
| 13/263  | Luise Rinser                                    | La cumpăna vieții                                                              | Traducere de Mariana Șora, București, 1975, 404 pagini, 8,5 lei.                                                                          |  |
| 14/264  | Louis Couperus                                  | Secretul din Java (Oameni bătrîni și lucruri care trec)                        | Traducere de Maria Valer, București, 1975, 366 pagini, 8,5 lei.                                                                           |  |
| 15/265  | Günter Grass                                    | Anestezie locală (Örtlich Betäubt , 1969)                                      | Traducere din limba germană de H. Matei, prefață Mihai Isbășescu, București, 1975, 403 pagini, 9,25 lei.                                  |  |
| 16/266  | John Steinbeck                                  | Pășunile Raiului                                                               | Traducere de Dumitru Mazilu, București, 1975, 288 pagini, 6,5 lei.                                                                        |  |
| 17/267  | Morris West                                     | A doua victorie (The Second Victory (1958; aka Backlash))                      | Traducere de Ion Tamiș, București, 1975, 364 pagini, 8,25 lei.                                                                            |  |
| 18/268  | Jonas Lie                                       | Condamnat pe viață, 1975 (En Malstrøm (1884))                                  | Traducere de Leontina Noga, București, 1975, 360 pagini, 8.75 lei                                                                         |  |
| 19/269  | Shirley Ann Grau (în engleză)                   | Trece condorul (The Condor Passes (1971))                                      | Traducere de Florin Constantin Pavlovic, București, 1975, 504 pagini, 12.50 lei.                                                          |  |
| 20/270  | Leonid Lihodeev                                 | Eu și automobilul meu                                                          | Traducere de Nadia Lovinescu, București, 1976, 328 pagini, 7,5 lei.                                                                       |  |
| 21/271  | Ignacio Aldecoa                                 | Gran sol                                                                       | Traducere de Dominița Dumitrescu, București, 1976, 312 pagini, 7 lei.                                                                     |  |
| 22/272  | Goffredo Parise                                 | Băiatul mort și cometele. Abecedar partea întîi                                | Traducere de Smaranda Bratu Tati, București, 1976, 308 pagini, 7 lei.                                                                     |  |
| 23/273  | Kostas Valeras                                  | Emigranții                                                                     | Traducere de Maria Marinescu-Himu, București, 1976, 192 pagini, 4,75 lei.                                                                 |  |
| 24/274  | Suzanne Prou                                    | Dușmănește, păsările...                                                        | Traducere de Gheorghe Sterie, București, 1976, 176 pagini, 4,5 lei.                                                                       |  |
| 25/275  | Simone Schwarz-Bart                             | Telumee Miracol                                                                | Traducere de Veronica vasiliu, București, 1976, 2568 pagini, 6 lei.                                                                       |  |
| 26/276  | Herbert Zand                                    | Moștenitorii focului                                                           | Traducere de Ion Roman, București, 1976, 288 pagini, 6,75 lei.                                                                            |  |
| 27/277  | Giuseppe Dessi                                  | Țară de umbre                                                                  | Traducere de Florian Potra, București, 1976, 456 pagini, 10,5 lei.                                                                        |  |
| 28/278  | Roy Fuller                                      | Insula pasiunilor                                                              | Traducere de Lidia Ionescu, București, 1980, 174 pagini, 5,5 lei.                                                                         |  |
| 29/279  | Josephine Johnson                               | Acum, in noiembrie                                                             | Traducere de Sorin Titel și Teodor Hinek, București, 1976, 232 pagini, 5,25 lei.                                                          |  |
| 30/280  | Anthony Bloomfield                              | Răzbunarea                                                                     | Traducere de Antoanela Ralian, București, 1976, 392 pagini, 8,25 lei.                                                                     |  |
| 31/281  | Max von der Brun                                | Pe alocuri, polei                                                              | Traducere de George Guțu, București, 1976, 368 pagini, 8 lei.                                                                             |  |
| 32/282  | Bruno Schulz                                    | Manechinele                                                                    | Traducere și cuvânt înaine Ion Petrică, București, 1976, 386 pagini, 8 lei.                                                               |  |
| 33/283  | Enn Vetemaa                                     | Recviem pentru muzicuță                                                        | Traducere de Natalia Stănescu, București, 1976, 344 pagini, 7,75 lei.                                                                     |  |
| 01/284  | Vladislav Vancura                               | Balada lui Jan                                                                 | Traducere de Ileana Ionescu, București, 1977, 148 pagini, 3,75 lei.                                                                       |  |
| 02/285  | Stig Dagerman                                   | Urme de pași sub apă                                                           | Traducere de Miron Daneș, București, 1977, 290 pagini, 7,25 lei.                                                                          |  |
| 03/286  | Vincent Sikula                                  | Acalmie                                                                        | Traducere de Corneliu Barborică, București, 1977, 212 pagini, 5,25 lei.                                                                   |  |
| 04/287  | Nathalie Sarraute                               | Fructele de aur                                                                | Traducere de Irina Mavrodin, București, 1977, 152 pagini, 4 lei.                                                                          |  |
| 05/288  | Mazo de la Roche                                | Clanul Whiteoak                                                                | Traducere de Liana Dobrescu, București, 1977, 576 pagini, 13 lei.                                                                         |  |
| 06/289  | Andree Chedid                                   | Celălalt                                                                       | Traducere de Cella Serghi, București, 1977, 164 pagini, 4 lei.                                                                            |  |
| 07/290  | Jose Luis Sampedro                              | Apele care ne poartă                                                           | Traducere de Odette Mărgăritescu, București, 1977, 464 pagini, 11 lei.                                                                    |  |
| 08/291  | Manuel Cofino                                   | Cind sîngele-i ca focul                                                        | Traducere de Anca Dovăncescu și Platon Pardău, cuvânt înainte Paul Alexandru Georgescu, București, 1977, 264 pagini, 7 lei.               |  |
| 09/292  | Paul Kuusberg                                   | O zi neobișnuită                                                               | Traducere de Vasile Buga, București, 1977, 248 pagini, 6 lei.                                                                             |  |
| 10/293  | Vsevolod Ivanov                                 | Nisipuri albastre                                                              | Traducere de Aurel Lambrino și Igor Block, București, 1977, 432 pagini, 8,5 lei.                                                          |  |
| 11/294  | Hubert Lampo                                    | Sosirea lui Joachim Stiller                                                    | Traducere de Alexandru Spânu, București, 1977, 248 pagini, 6,25 lei.                                                                      |  |
| 12/295  | Bojin Pavlovski                                 | Duva                                                                           | Traducere de Dumitru M. Ion, postfață Dinu Flămând, București, 1977, 288 pagini, 7 lei.                                                   |  |
| 01/296  | Carson McCullers                                | Ceasornic fără minutare                                                        | Traducere de Maria Vonghizas, București, 1978, 322 pagini, 8 lei.                                                                         |  |
| 02/297  | Heinrich Boll                                   | Onoarea pierdută a Katharinei Blum sau Cum se iscă și unde poate duce violența | Traducere de Mariana Șora, București, 1978, 146 pagini, 3,75 lei.                                                                         |  |
| 03/298  | Iris Murdoch                                    | Visul lui Bruno                                                                | Traducere de Dana Crivăț, prefață Mihai Pop, București, 1978, 398 pagini, 9,5 lei.                                                        |  |
| 04/299  | Christa Wolf                                    | Unter den Linden - Trei povestiri neverosimile                                 | Traducere de Liana Dobrescu, București, 1978, 576 pagini, 13 lei.                                                                         |  |
| 05/300  | Olga Scheinpflugová                             | Carantina                                                                      | Traducere de Ada Orleanu și Maria Ionescu-Nișcov, București, 1978, 368 pagini, 9,5 lei.                                                   |  |
| 06/301  | Felix-Antoine Savard                            | Menaud, omul pădurii                                                           | Traducere de Alexandrina Andronescu, București, 1978, 168 pagini, 3,75 lei.                                                               |  |
| 07/302  | Michel Tournier                                 | Vineri sau limburile Pacificului                                               | Traducere de Ileana Vulpescu, prefață Micaela Slăvescu, București, 1978, 280 pagini, 6,75 lei.                                            |  |
| 08/303  | Marcel Brion                                    | Am străbătut munții                                                            | Traducere de Despina Sadoveanu, prefață Irina Bădescu, București, 1978, 342 pagini, 8,5 lei.                                              |  |
| 09/304  | Francoise Mallet-Joris                          | Minciunile                                                                     | Traducere de Șerban Velescu, București, 1978, 358 pagini, 8,75 lei.                                                                       |  |
| 10/305  | Rafael Aramian                                  | Sub zidurile orașului mort                                                     | Traducere de Sergiu Selian, București, 1978, 224 pagini, 6 lei.                                                                           |  |
| 11/306  | William Saroyan                                 | O zi din după-amiaza lumii                                                     | Traducere de Teodora Sadoveanu, București, 1978, 246 pagini, 6,50 lei.                                                                    |  |
| 12/307  | Vladimir Paral                                  | Tînărul & balena albă                                                          | Traducere de Alexandra Toader, București, 1978, 262 pagini, 7,25 lei.                                                                     |  |
| 13/308  | Alexei Malîșev                                  | Cantonul numărul XIII                                                          | Traducere de Ion Burcă și Vladimir Vasiliev, București, 1978, 408 pagini, 10,5 lei.                                                       |  |
| 14/309  | Lajos Mesterházi                                | Cîinele cu patru picioare                                                      | Traducere de Ladislau Hegeduș, București, 1978, 304 pagini, 8 lei.                                                                        |  |
| 15/310  | Willa Cather                                    | Cazul din Grover Station                                                       | Traducere de Ștefania Deleanu și Virgil Mazilescu, București, 1978, 400 pagini, 10,5 lei.                                                 |  |
| 16/311  | Andre Malraux                                   | Oglinda de la hotarul ceții                                                    | Traducere de Irina Eliade, Prefață de Modest Morariu, București, 1978, 182 pagini, 5 lei.                                                 |  |
| 17/312  | Virginia Woolf                                  | Între acte                                                                     | Traducere de Frida Papadache, București, 1978, 232 pagini, 5,50 lei.                                                                      |  |
| 18/313  | Harry Mulisch                                   | Diamantul                                                                      | Traducere de Corina Jiva, București, 1978, 278 pagini, 7 lei.                                                                             |  |
| 19/314  | Stefan Heym                                     | Relatare despre regele David                                                   | Traducere și prefață de Mihai Isbășescu, București, 1978, 416 pagini, 12 lei.                                                             |  |
| 20/315  | Gabriel Garcia Marquez                          | Fantastica și trista poveste a Candidei Erendira și a nesăbuitei sale bunici   | Traducere și prefață de Miruna și Darie Novăceanu, București, 1978, 208 pagini, 4,75 lei.                                                 |  |
| 01/316  | Yves Gandon                                     | Destinație necunoscută                                                         | Traducere Sanda Râpeanu, Prefață Valeriu Râpeanu, București, 1979, 240 pagini, 6,50 lei.                                                  |  |
| 02/317  | Bruno Traven                                    | Podul din junglă                                                               | Traducere Corneliu Galopenția, București, 1979, 248 pagini, 5,50 lei.                                                                     |  |
| 03/318  | Ryszard Klys                                    | Ucideți oaia neagră                                                            | Traducere Ion Petrică, București, 1979, 352 pagini, 8 lei.                                                                                |  |
| 04/319  | Yukio Mișima                                    | După banchet                                                                   | Traducere Stanca Cionca, București, 1979, 220 pagini, 5,50 lei.                                                                           |  |
| 05/320  | Gerti Tetzner                                   | Karen W.                                                                       | Traducere Marcela Pălăceanu, Prefață Thomas Kleininger, București, 1979, 432 pagini, 10 lei.                                              |  |
| 06/321  | Vasili Șukșin                                   | Un șofer de elită                                                              | Traducere și cuvânt înainte Alexandru Calais, București, 1979, 588 pagini, 15 lei.                                                        |  |
| 07/322  | Henry de Monfreid                               | Cimitirul elefanților                                                          | Traducere Anca Balaci, București, 1979, 342 pagini, 8,50 lei.                                                                             |  |
| 08/323  | William Cotter Murray                           | Michael Joe o poveste a vieții irlandeze                                       | Traducere Lidia Ionescu, București, 1979, 494 pagini, 10,50 lei.                                                                          |  |
| 09/324  | Jaroslaw Iwaszkiewicz                           | Povestiri muzicale                                                             | Traducere Beatrice Buracu, Rodica Ciocan-Ivănescu și Olga Zaicik, București, 1979, 310 pagini, 7 lei.                                     |  |
| 10/325  | Zofia Nalkowska                                 | Dragostea Teresei Hennert                                                      | Traducere Olga Zaicik, București, 1979, 256 pagini, 9 lei.                                                                                |  |
| 11/326  | Romain Gary                                     | Clar de femeie                                                                 | Traducere Anca Bogdan, Prefață de Narcis Zărnescu, București, 1979, 144 pagini, 4 lei.                                                    |  |
| 12/327  | Henri Bosco                                     | Mătușa Martine                                                                 | Traducere Aurel Tita, Prefață de Micaela Slăvescu, București, 1979, 336 pagini, 7,50 lei.                                                 |  |
| 13/328  | Klaus Rifbjerg                                  | Anna (eu) Anna                                                                 | Traducere și prefață de Gabriel Gafița, București, 1979, 328 pagini, 7,50 lei.                                                            |  |
| 14/329  | Graham Greene                                   | Miezul lucrurilor                                                              | Traducere Liana Dobrescu, București, 1979, 408 pagini, 10,50 lei.                                                                         |  |
| 15/330  | Karel Capek                                     | Destinul unui compozitor                                                       | Traducere Helliana Ianculescu, București, 1979, 128 pagini, 5 lei.                                                                        |  |
| 16/331  | Gunter de Bruyn                                 | Premiul                                                                        | Traducere Iulian Neacșu și Nicolae Kohl, București, 1979, 240 pagini, 6,75 lei.                                                           |  |
| 17/332  | Dolores Medio                                   | Noi, familia Rivero                                                            | Traducere Carmen Popescu, Prefață de Elena Bălan-Osiac, București, 1979, 432 pagini, 11 lei.                                              |  |
| 18/333  | Hermann Teirlinck                               | Rolanda                                                                        | Traducere H. R. Radian, Prefață de Mihai Pop, București, 1979, 272 pagini, 6,50 lei.                                                      |  |
| 19/334  | Ivan Slamnig                                    | Partea bună a curajului                                                        | Traducere Eugenia Ioan, București, 1979, 158 pagini, 4,75 lei.                                                                            |  |
| 01/335  | Emmanuel Robles                                 | Sirenele                                                                       | Traducere Adriana Gliga, București, 1980, 248 pagini, 6,25 lei.                                                                           |  |
| 02/336  | Alex la Guma                                    | Țara de piatră                                                                 | Traducere de Lidia Ionescu, București, 1980, 230 pagini, 6 lei.                                                                           |  |
| 03/337  | Vladimir Solouhin                               | Sentința                                                                       | Traducere și prefață Natalia Cantemir, Traducerea versurilor Steliana Covaci, București, 1980, 168 pagini, 6 lei.                         |  |
| 04/338  | Hernadi Gyula                                   | Fortăreața                                                                     | Traducere Georgeta Hajdu-Goiciu, Prefață Szasz Janos, București, 1980, 222 pagini, 5,25 lei.                                              |  |
| 05/339  | Kurt Vonnegut jr.                               | Fii binecuvîntat, domnule Rosewater sau Nu strica orzul pe gîște               | Traducere Marcel Pop-Corniș, București, 1980, 258 pagini, 6 lei.                                                                          |  |
| 06/340  | William Golding                                 | Martin cel avid                                                                | Traducere Lidia Ionescu, Prefață Ileana Verzea, București, 1980, 240 pagini, 5,75 lei.                                                    |  |
| 07/341  | John Updike                                     | Muzee și femei                                                                 | Traducere Radu Lupan, București, 1980, 352 pagini, 8 lei.                                                                                 |  |
| 08/342  | Cesare Pavese                                   | Plaja. Vara de neuitat                                                         | Traducere Maria Pașca, București, 1980, 216 pagini, 5,50 lei.                                                                             |  |
| 09/343  | Simon Vestdijk                                  | Călătorie în Jamaica                                                           | Traducere Ioana Moroiu, București, 1980, 480 pagini, 10,50 lei.                                                                           |  |
| 10/344  | Paul Guimard                                    | Strada Le Havre, bunurile vietii                                               | Traducere Matilda Banu și George Anania, București, 1980, 240 pagini, 5 lei.                                                              |  |
| 11/345  | John Wain                                       | Un cer mai mic                                                                 | Traducere Adina M. Arsenescu, București, 1980, 206 pagini, 5 lei.                                                                         |  |
| 12/346  | Lilli Promet                                    | Sat fără bărbați                                                               | Traducere Iulian Neacșu și Petru Unghianu, București, 1980, 478 pagini, 16,50 lei.                                                        |  |
| 13/347  | Alfonsas Bieliauskas                            | S-a întîmplat la Kaunas                                                        | Traducere Alexandra Bărcăcilă și Igor Talmațki, București, 1980, 352 pagini, 10,50 lei.                                                   |  |
| 14/348  | Nevena Stefanova                                | Mulajul de ghips                                                               | Traducere Gheorghe Dinu, București, 1980, 208 pagini, 6 lei.                                                                              |  |
| 15/349  | Demna Senghelaia                                | Sanavardo                                                                      | Traducere Ecaterina Antonescu Tanasova, Prefață Sanda Anghelescu, București, 1980, 142 pagini, 4,50 lei.                                  |  |
| 16/350  | Vasil Bîkov                                     | Haita lupilor                                                                  | Traducere Virgiliu Ene, București, 1980, 196 pagini, 5 lei.                                                                               |  |
| 17/351  | Georges Limbour                                 | Arbuștii de vanilie                                                            | Traducere Valentin Atanasiu, București, 1980, 278 pagini, 9 lei.                                                                          |  |
| 18/352  | Leonardo Sciascia                               | Marea de culoarea vinului                                                      | Traducere Anca Giurgescu, Prefață Serban Stati, București, 1980, 328 pagini, 7,50 lei.                                                    |  |
| 19/353  | Iuri Trifonov                                   | Un lung bun ramas                                                              | Traducere Marcel Grafton, Igor Lefter, Gheorghe Staicu, Natalia Stănescu, Prefață Tatiana Nicolescu, București, 1980, 388 pagini, 14 lei. |  |
| 20/354  | Leif Panduro                                    | Ferestrele                                                                     | Traducere Al. Budișteanu, București, 1980, 224 pagini, 6,50 lei.                                                                          |  |
| 21/355  | Glendon Swarthout                               | Binecuvântați animalele și copiii                                              | Traducere Zoe Manolescu, București, 1980, 176 pagini, 4,50 lei.                                                                           |  |
| 01/356  | Antonio Tabucchi                                | Piața Italiei                                                                  | Traducere Grigore Arbore, București, 1981, 156 pagini, 4,75 lei.                                                                          |  |
| 02/357  | Gerard Walschap                                 | Houtekiet                                                                      | Traducere și prefață Petre Solomon, București, 1981, 276 pagini, 7,50 lei.                                                                |  |
| 03/358  | Aimée Beekman                                   | Despărțiri                                                                     | Traducere Nina Grigorescu, București, 1981, 392 pagini, 11,50 lei.                                                                        |  |
| 04/359  | Patrick Modian                                  | Strada dughenelor întunecoase                                                  | Traducere Șerban Velescu, București, 1981, 192 pagini, 5,50 lei.                                                                          |  |
| 05/360  | Mohammed Dib                                    | Cine își aduce aminte marea                                                    | Traducere Alexandra Bărcăcilă, București, 1981, 206 pagini, 5,75 lei.                                                                     |  |
| 06/361  | Amos Oz                                         | Soțul meu, Mihael                                                              | Traducere de Lidia Ionescu, București, 1981, 296 pagini, 7 lei.                                                                           |  |
| 07/362  | Dinis Macheado                                  | Ce spune Molero                                                                | Traducere Micaela Ghițescu, București, 1981, 168 pagini, 4,50 lei.                                                                        |  |
| 08/363  | Brian Glanville                                 | Jelania greierilor captivi                                                     | Traducere Dana Crivăț, București, 1981, 320 pagini, 8 lei.                                                                                |  |
| 09/364  | Joaquin Gutierrez                               | Sa murim, Federico                                                             | Traducere Dana Diaconu, București, 1981, 224 pagini, 6 lei.                                                                               |  |
| 10/365  | Karl Gjellerup                                  | Pelerinul Kamanita – roman legendă                                             | Traducere Gina Argintescu-Amza , București, 1981, 288 pagini, 10,50 lei.                                                                  |  |
| 11/366  | Catalog Apariții (?) sau un număr sărit (?) ... |                                                                                | |  |
| 12/367  | Max Frisch                                      | Numele meu fie Gantenbein                                                      | Traducere Ondine-Cristina Dascălița , București, 1981, 430 pagini, 9,75 lei.                                                              |  |
| 13/368  | Ernst Junger                                    | Praștia                                                                        | Traducere Ion Roman , București, 1981, 352 pagini, 8,25 lei.                                                                              |  |
| 14/369  | Natalia Ginzburg                                | Lexic de familie                                                               | Traducere Elga Mayer , București, 1981, 272 pagini, 7 lei.                                                                                |  |
| 15/370  | Marianna Sirca                                  | Ulii și porumbei                                                               | Traducere Florina Nicolae și Dana Krasovski , București, 1981, 496 pagini, 12 lei.                                                        |  |
| 16/371  | Peter Hartling                                  | Hubert sau Întoarcerea la Casablanca                                           | Traducere Gabriel Berkes , București, 1981, 384 pagini, 11 lei.                                                                           |  |
| 17/372  | Rafael Sanchez Ferlosio                         | Rîul Jarama                                                                    | Traducere Pavel Budimir, Prefață de Mircea-Doru Brânză, București, 1981, 558 pagini, 13 lei.                                              |  |
| 18/373  | Juan Garcia Hortelano                           | Furtuna de vară                                                                | Traducere Constantin Vonghizas, București, 1981, 464 pagini, 10,50 lei.                                                                   |  |
| 01/374  | Graham Greene                                   | La drum cu mătușa mea                                                          | Traducere Petre Solomon, București, 1982, 416 pagini, 13,50 lei.                                                                          |  |
| 02/375  | Colette                                         | Sido. Cîrceii de viță                                                          | Traducere Irina Eliade, București, 1982, 176 pagini, 6 lei.                                                                               |  |
| 03/376  | Henri Queffelec                                 | Furtună la Douarnenez                                                          | Traducere Elsa Grozea, București, 1982, 448 pagini, 14 lei.                                                                               |  |
| 04/377  | P. G. Wodehouse                                 | Fulger în plină vară                                                           | Traducere Veronica Focșeneanu, București, 1982, 368 pagini, 11,50 lei.                                                                    |  |
| 05/378  | Zenek Pluhar                                    | Stația Terminus                                                                | Traducere Alexandra Toader, București, 1982, 392 pagini, 14 lei.                                                                          |  |
| 06/379  | L. P. Hartley                                   | Mesagerul                                                                      | Traducere Costache Popa, București, 1982, 432 pagini, 15 lei.                                                                             |  |
| 07/380  | Nino Palumbo                                    | Ziarul                                                                         | Traducere D. Irimia, București, 1982, 316 pagini, 11,50 lei.                                                                              |  |
| 08/381  | Jure Franičević-Pločar                          | Batalionul zburător                                                            | Traducere Mirela Petrovici, București, 1982, 448 pagini, 16 lei.                                                                          |  |
| 09/382  | Mihail Ancearov                                 | Crîngul de cimișir                                                             | Traducere Ion Covaci, Prefață de Valentin F. Mihăescu, București, 1982, 496 pagini, 12,50 lei.                                            |  |
| 10/383  | Örkény István                                   | Nuvele-minut Expoziția de trandafiri                                           | Traducere Constantin Olariu, Prefață de Alexandru Balaci, București, 1982, 416 pagini, 13 lei.                                            |  |
| 11/384  | Oliver la Forge                                 | Dragostea nu moare                                                             | Traducere Radu Nichita și Adina M. Arsenescu, București, 1982, 288 pagini, 10,50 lei.                                                     |  |
| 12/385  | Nodar Dumbadze                                  | Legea eternității                                                              | Traducere Nina Gafița, București, 1982, 312 pagini, 10,50 lei.                                                                            |  |
| 13/386  | Marcel Aymé                                     | Un chip frumos                                                                 | Traducere Veronica Vasiliu, Prefață de Antoaneta Tănăsescu, București, 1982, 240 pagini, 8,50 lei.                                        |  |
| 14/387  | Dimitris Hatzis                                 | Două cărți într-una singură                                                    | Traducere și postfață de Lia Brad, București, 1982, 170 pagini, 6,25 lei.                                                                 |  |
| 15/388  | Walker Percy                                    | Mirajul fericirii                                                              | Traducere Cătălina-Antonia Stoenescu, București, 1982, 336 pagini, 12 lei.                                                                |  |
| 16/389  | J. J. Armas Marcelo                             | Starea de comă                                                                 | Traducere Al. Calciu-Samharadze, Cuvânt înainte Darie Novăceanu, București, 1982, 256 pagini, 10,50 lei.                                  |  |
| 17/390  | John Bowen                                      | O lume în altă parte                                                           | Traducere Beatrice Staicu, București, 1982, 298 pagini, 10,50 lei.                                                                        |  |
| 18/391  | Ferreira de Castro                              | Emigranții                                                                     | Traducere Ion Radu, București, 1982, 344 pagini, 12 lei.                                                                                  |  |
| 19/392  | Pavel Vejinov                                   | Bariera                                                                        | Traducere de Tiberiu Iovan, București, 1982, 308 pagini, 11 lei.                                                                          |  |
| 20/393  | Visvaldis Lams                                  | Traseul                                                                        | Traducere de Natalia Stănescu, București, 1982, 384 pagini, 14 lei.                                                                       |  |
| 01/394  | Willa Cather                                    | Casa profesorului                                                              | Traducere de Andrei Bantaș, București, 1982, 272 pagini, 11 lei.                                                                          |  |
| 02/395  | Ales Adamovici                                  | Cercul de foc                                                                  | Traducere de Mircea Spiridoneanu și Igor Talmațki, Cuvânt înainte Mihai Novicov, București, 1983, 368 pagini, 13,50 lei.                  |  |
| 03/396  | Klaus Mann                                      | Fuga spre nord                                                                 | Traducere de Ion Herdan, București, 1983, 288 pagini, 11,50 lei.                                                                          |  |
| 04/397  | Wojciech Zukrowski                              | Nopțile Ariadnei                                                               | Traducere de Olga Zaicik, București, 1983, 512 pagini, 17 lei.                                                                            |  |
| 05/398  | Kurt Vonnegut                                   | Abatorul cinci                                                                 | Traducere de Rodica Mihăilă, București, 1983, 248 pagini, 9,50 lei.                                                                       |  |
| 06/399  | Ismail Kadare                                   | Cronica în piatră                                                              | Traducere de Marius Dobrescu, București, 1983, 284 pagini, 9,25 lei.                                                                      |  |
| 07/400  | Moldova György                                  | Pavilionul singuratic                                                          | Traducere de Constantin Olariu, București, 1983, 184 pagini, 7,25 lei.                                                                    |  |
| 08/401  | Desmond Bagley                                  | Zburătorul                                                                     | Traducere de Alfred Neagu, București, 1983, 464 pagini, 17 lei.                                                                           |  |
| 09/402  | Walter Weller                                   | Tot felul de întîmplări nemaipomenite                                          | Traducere de I. M. Ștefan și Peter Seagher, Cuvânt înainte I. M. Ștefan, București, 1983, 136 pagini, 5,50 lei.                           |  |
| 10/403  | Vladimir Makanin                                | Portretul unei tinere femei                                                    | Traducere de Alexandru Ivănescu, București, 1983, 336 pagini, 12,50 lei.                                                                  |  |
| 11/404  | Jose Cardosa Pires                              | Delfinul                                                                       | Traducere de Diana Radu, București, 1983, 240 pagini, 9,25 lei.                                                                           |  |
| 12/405  | John Cheever                                    | Orașul visurilor spulberate                                                    | Traducere de Florin Constantin Pavlovici, București, 1983, 368 pagini, 13,50 lei.                                                         |  |
| 13/406  | William H. Gass                                 | Puștiul lui Pedersen                                                           | Traducere de Valentin Negoiță, București, 1983, 280 pagini, 10 lei.                                                                       |  |
| 01/407  | Adolfo Bioy Casares                             | Dormind la soare                                                               | Traducere, cuvânt înainte și note de Tudora Șandru-Olteanu, București, 1984, 244 pagini, 8,75 lei.                                        |  |
| 02/408  | Grazia Deledda                                  | Trestii în vînt                                                                | Traducere de Magdalena Cornea, București, 1984, 242 pagini, 10 lei.                                                                       |  |
| 03/409  | Galateia Sarandi                                | Casa noastră cea veche                                                         | Traducere de Olga Cicanci, București, 1984, 260 pagini, 10,50 lei.                                                                        |  |
| 01/410  | Albert Lihanov                                  | Amăgirea. Golgota. Bune intenții - microromane                                 | Traducere de Gheorghe Staicu, București, 1985, 664 pagini, 17 lei.                                                                        |  |
| 02/411  | Bhabani Bhattacharya                            | Cine călărește un tigru                                                        | Traducere de Agop Bezerian, București, 1985, 384 pagini, 14 lei.                                                                          |  |
| 03/412  | Fernando Namora                                 | Măștile                                                                        | Traducere de Odette Mărgăritescu, București, 1985, 320 pagini, 12 lei.                                                                    |  |
| 04/413  | Michel Mohrt                                    | Închisoarea de la malul mării                                                  | Traducere de Anca Bogdan-Rusescu, Prefață de Narcis Zărnescu, București, 1985, 320 pagini, 14 lei.                                        |  |
| 05/414  | Jean Cayrol                                     | Aud încă vocea                                                                 | Traducere și prefață de Radu Toma, București, 1985, 302 pagini, 11 lei.                                                                   |  |
| 06/415  | Fulvio Tomizzo                                  | În lumea celor drepți                                                          | Traducere de Doina Condrea-Derer, București, 1985, 416 pagini, 15 lei.                                                                    |  |
| 07/416  | Andrzej Kusniewicz                              | Lecția de limba moartă                                                         | Traducere de Olga Zaicik, București, 1985, 256 pagini, 8,75 lei.                                                                          |  |
| 08/417  | Enzo Siciliano                                  | Prințesa și anticarul                                                          | Traducere de Doina Oprița, Prefață Mircea Oprița, București, 1985, 252 pagini, 9,25 lei.                                                  |  |
| 09/418  | Kostas Taktsis                                  | Al treilea inel                                                                | Traducere de Lia Brad-Chisacof, București, 1985, 334 pagini, 11,50 lei.                                                                   |  |
| 10/419  | William Somerset Maugham                        | Ce mică e lumea. La vila de pe colină                                          | Traducere de Veronica Focșeneanu, Anda Teodorescu și Andrei Bantaș, București, 1985, 464 pagini, 16,50 lei.                               |  |
| 11/420  | Yukio Mishima                                   | Templul de aur                                                                 | Traducere de Angela Hondru, București, 1985, 328 pagini, 6 lei.                                                                           |  |
| 01/421  | Klaus Konjetzky                                 | La celălalt capăt al zilei                                                     | Traducere de Gabriel Gafița, București, 1986, 296 pagini, 11 lei.                                                                         |  |
| 02/422  | Anne Hebert                                     | Kamouraska                                                                     | Traducere de Lucia Gogan, Prefață de Irina Bădescu, București, 1986, 336 pagini, 12 lei.                                                  |  |
| 03/423  | Alberts Leis                                    | Cușca. Poligonul                                                               | Traducere de Natalia Stănescu, București, 1986, 384 pagini, 14 lei.                                                                       |  |
| 04/424  | Boris Polevoi                                   | În căutarea dragostei pierdute                                                 | Traducere de Natalia Radovici, Prefață de Virgil Șoptereanu, București, 1986, 304 pagini, 11,50 lei.                                      |  |
| 05/425  | Alonso Zamora Vicente                           | Banchetul                                                                      | Traducere de Tudora Șandru Olteanu, București, 1986, 256 pagini, 9 lei.                                                                   |  |
| 06/426  | Hrant Matevosian                                | Noi și munții noștri                                                           | Traducere de Iulian Neacșu, Sergiu Selian și Ludmila Vidrașcu, Prefața de Sergiu Selian, București, 1986, 384 pagini, 14 lei.             |  |
| 07/427  | Giorgio Saviane                                 | Eutanasia unei iubiri                                                          | Traducere de Constantin Ioncică, București, 1986, 234 pagini, 8,50 lei.                                                                   |  |
| 08/428  | Wolfgang Kohlhaase                              | Revelion cu Balzac și alte povestiri                                           | Traducere de Mariana Lăzărescu, București, 1986, 248 pagini, 9 lei.                                                                       |  |
| 09/429  | Bohumil Hrabal                                  | O minune în fiecare zi                                                         | Traducere de Jean Grosu, București, 1986, 436 pagini, 8 lei.                                                                              |  |
| 10/430  | Doris Lessing                                   | O coborîre în Infern                                                           | Traducere de Virgil Ștefănecu-Drăgănești, București, 1986, 390 pagini, 14,50 lei.                                                         |  |
| 11/431  | Daphne du Maurier                               | Hanul Jamaica                                                                  | Traducere de Gherasim Tic, București, 1986, 400 pagini, 14,50 lei.                                                                        |  |
| 01/432  | James Joyce                                     | Portret al artistului în tinerețe                                              | Traducere de Frida Papadache, București, 1987, 352 pagini, 13,5 lei.                                                                      |  |
| 02/433  | Adolfo Bioy Casares                             | Celălalt labirint                                                              | Traducere de Mariana Vartic, prefață de Ion Vartic, București, 1987, 264 pagini, 9,75 lei.                                                |  |
| 03/434  | Vittorio Gorresio                               | Viața ingenuă                                                                  | Traducere de Elga Mayer, București, 1987, 416 pagini, 15,50 lei.                                                                          |  |
| 04/435  | Giovanni Arpino                                 | Mireasa ascunsă                                                                | Traducere de Smaranda Bratu-Tati, București, 1987, 232 pagini, 8,75 lei.                                                                  |  |
| 05/436  | Graham Greene                                   | Al zecelea om. Doctorul Fischer din Geneva                                     | Traducere de Petre Solomon, București, 1987, 292 pagini, 10,50 lei.                                                                       |  |
| 06/437  | Tadeusz Nowak                                   | Și de vei fi crai, și de vei fi călău                                          | Traducere de Ion Petrică, București, 1987, 362 pagini, 13,50 lei.                                                                         |  |
| 07/438  | Gustavo Ălvarez Gardeazâbal                     | Bazarul                                                                        | Traducere de Nina Ecaterina Popescu, București, 1987, 336 pagini, 12 lei.                                                                 |  |
| 08/439  | Barbara Bronnen                                 | Povara                                                                         | Traducere de Nora Iuga și George Almosino, București, 1987, 296 pagini, 9,50 lei.                                                         |  |
| 09/440  | JJiří Marek                                     | Tristan sau reflecții despre iubire                                            | Traducere de Jean Grosu, București, 1987, 296 pagini, 11 lei.                                                                             |  |
| 10/441  | Luise Rinser                                    | Asinul negru                                                                   | Traducere de Nicolae Nichifor, București, 1987, 336 pagini, 12,50 lei.                                                                    |  |
| 11/442  | Anders Bodelsen                                 | Gîndește-te la un număr                                                        | Traducere de Ion T. Iancu, București, 1987, 288 pagini, 10,50 lei.                                                                        |  |
| 12/443  | Marguerite Duras                                | Iubitul                                                                        | Traducere de Alexandra Emilian, București, 1987, 152 pagini, 5,25 lei.                                                                    |  |
| 13/444  | Brian Glanville                                 | Fidelitate                                                                     | Traducere de Sergiu Celac, București, 1987, 368 pagini, 13,50 lei.                                                                        |  |
| 01/445  | Jean Rhys                                       | Marea Sargasselor                                                              | Traducere de Ecaterina Popa și Ioan N. Popa, Prefață de Ecaterina Popa, București, 1988, 208 pagini, 13,50 lei.                           |  |
| 02/446  | Ludwig Fels                                     | Păcatele sărăciei                                                              | Traducere de Ida Alexandrescu, București, 1988, 160 pagini, 8 lei.                                                                        |  |
| 03/447  | Muriel Spark                                    | N-am hoinărit chiar fără rost...                                               | Traducere de Ileana Dimitriu-Șora, Cuvânt înainte Dan Grigorescu, București, 1988, 240 pagini, 10,50 lei.                                 |  |
| 04/448  | Antonio di Benedetto                            | Diego de Zama                                                                  | Traducere și cuvânt înainte de Tudora Șandru-Olteanu, București, 1988, 286 pagini, 13,5 lei.                                              |  |
| 05/449  | Aharon Applefeld                                | Badenheim 1939                                                                 | Traducere de Antoaneta Ralian, București, 1988, 152 pagini, 7,75 lei.                                                                     |  |
| 06/450  | Luis Alemany                                    | Insula lui Circe                                                               | Traducere și note Coman Lupu, Prefață Andreea Vlădescu, București, 1988, 416 pagini, 19,50 lei.                                           |  |
| 07/451  | Frank Geerk                                     | Frumoasa Petra                                                                 | Traducere Elena Tacciu, București, 1988, 304 pagini, 14 lei.                                                                              |  |
| 08/452  | Americo Guerreiro De Sousa                      | Compoziție la viitor. Cronos                                                   | Traducere, postfață și note de Micaela Ghițescu, București, 1988, 286 pagini, 13 lei.                                                     |  |
| 09/453  | Jose Cardoso Pires                              | Plaja cîinilor                                                                 | Traducere Ion Radu, București, 1988, 360 pagini, 16 lei.                                                                                  |  |
| 10/454  | Humberto Costantini                             | Miercuri, pe strada Teodoro Vilardebo                                          | Traducere Horia Barna, București, 1988, 288 pagini, 14 lei.                                                                               |  |
| 11/455  | Kurt Vonnegut, Jr.                              | Galapagos                                                                      | Traducere de Virgiliu Ștefănescu-Drăgănești, București, 1988, 358 pagini, 16,5 lei.                                                       |  |
| 12/456  | Hjalmar Bergman                                 | Testamentul                                                                    | Traducere Teodor Atanasiu, București, 1988, 272 pagini, 13,50 lei.                                                                        |  |
| 13/457  | Harry Mulisch                                   | Atentatul                                                                      | Traducere Ion T. Iancu, București, 1988, 256 pagini, 13 lei.                                                                              |  |
| 14/458  | Jan Weiss                                       | Campionul vîrstei                                                              | Traducere Helliana Ianculescu, București, 1988, 336 pagini, 16,50, lei.                                                                   |  |
| 15/459  | Ingeborg Drewitz                                | Blocul turn                                                                    | Traducere Mihai Isbășescu, București, 1988, 256 pagini, 8,50, lei.                                                                        |  |
| 01/460  | Fernando Butazzoni                              | La căderea nopții                                                              | Traducere, cuvânt înainte și note de Maria Berza, București, 1989, 348 pagini, 12,5 lei.                                                  |  |
| 02/461  | Peter Abrahams                                  | O cunună pentru Udomo                                                          | Traducere Ileana Dimitriu-Șora, București, 1988, 424 pagini, 15,50, lei.                                                                  |  |
| 03/462  | Per Christian Jersild                           | Veterinarul                                                                    | Traducere Teodor Atanasiu și Elena Florea, București, 1989, 424 pagini, 14,50, lei.                                                       |  |
| 04/463  | Roberto Reyes Tarazona                          | Fericiții ani ai biliardului                                                   | Traducere Viorica Ionescu, București, 1989, 462 pagini, 16,50, lei.                                                                       |  |
| 05/464  | Natașa Tanska                                   | Scrisori cu postscriptum                                                       | Traducere de Jean Grosu, București, 1989, 336 pagini, 12,5 lei.                                                                           |  |
| 06/465  | Mario Soldati                                   | Croaziera. Actorul                                                             | Traducere de Diana Radu, București, 1989, 454 pagini, 16 lei.                                                                             |  |
| 07/466  | Sergio Galindo                                  | Treizeci și două de trepte                                                     | Traducere de Tudora Șandru-Olteanu, București, 1989, 318 pagini, 11,5 lei.                                                                |  |
| 08/467  | Patrick Suskind                                 | Parfumul                                                                       | Traducere de Grete Tartler, București, 1989, 302 pagini, 11,5 lei.                                                                        |  |
| 09/468  | John Wain                                       | În graba mare                                                                  | Traducere de Lidia Ionescu și Elena Oprea-Frățilă, cuvânt înainte de Dan Grigorescu, București, 1989, 408 pagini, 15 lei.                 |  |
| 10/469  | Michel Tournier                                 | Picătura de aur                                                                | Traducere de Bogdana Savu, București, 1989, 248 pagini, 9,5 lei.                                                                          |  |
| 11/470  | Boris Vîșinki                                   | Curcubeul                                                                      | Traducere Ion Deaconescu, București, 1989, 168 pagini, 6,75, lei.                                                                         |  |
| 12/471  | Tarjei Vesaas                                   | Palatul de gheață. Sămânța                                                     | Traducere de Eugenia Ionescu, București, 1989, 384 pagini, 13 lei.                                                                        |  |
| 13/472  | Margaret Atwood                                 | O femeie obișnuită                                                             | Traducere de Margareta Petruț, București, 1989, 382 pagini, 15 lei.                                                                       |  |
| 14/473  | Gunter de Bruyn                                 | Cercetări în marca Brandenburg și alte povestiri                               | Traducere Adriana Rotaru, București, 1989, 304 pagini, 12 lei.                                                                            |  |
| 01/474  | Leif Panduro                                    | Cealaltă lume a lui Daniel. Alergia                                            | Traducere Roxana Preda, București, 1990, 432 pagini, 16 lei.                                                                              |  |
| 02/475  | Sven Delblanc                                   | Gunnar Emmanuel                                                                | Traducere Octavian Gongu, București, 1990, 208 pagini, 10,50 lei.                                                                         |  |
| 03/476  | Per Gunnar Evander                              | Raiul e aproape                                                                | Traducere Liliana Mitrache, București, 1990, 288 pagini, 12,50 lei.                                                                       |  |
| 04/477  | Carson McCullers                                | Inima-i un vinător singuratic                                                  | Traducere Dorina Tulpan, București, 1990, 456 pagini, 19 lei.                                                                             |  |
| 05/478  | Cees Nooteboom                                  | Ritualuri. Cavalerul e mort                                                    | Traducere Horia Popescu, București, 1990, 308 pagini, 26 lei.                                                                             |  |
| 01/479  | Pavao Pavličić                                  | Clarobscur                                                                     | Traducere Octavia Nedelcu și Adrian Costea, Prefață Adrian Costea, București, 1991, 318 pagini, 67 lei.                                   |  |
| 02/480  | Adolfo Bioy Casares                             | Visînd la eroi. Jurnal din războiul porcului                                   | Traducere Mariana Vartic, București, 1991, 464 pagini, 89 lei.                                                                            |  |
| 01/481  | Claude Simon                                    | Lecții de cuvinte și lucruri                                                   | Traducere Radu Toma, București, 1992, 168 pagini, 121,85 lei.                                                                             |  |
| 02/482  | Stig Claesson                                   | Orele dinaintea prînzului. Rușine celui care tremură                           | Traducere Teodor Atanasiu, București, 1992, 384 pagini, 138 lei.                                                                          |  |
| 03/483  | Michel Tournier                                 | Amanții taciturni                                                              | Traducere Bogdan Savu, București, 1992, 272 pagini, 160 lei.                                                                              |  |
| 01/484  | David Garnett                                   | Femeia-vulpe                                                                   | Traducere Angela Jianu, București, 1993, 326 pagini, 415 lei.                                                                             |  |
| 02/485  | Gina Lagorio                                    | Golful paradisului                                                             | Traducere Mara Chirițescu, București, 1993, 208 pagini, 350 lei.                                                                          |  |
| 03/486  | Max von der Grun                                | Avalanșa                                                                       | Traducere Ion Nastasia, București, 1993, 328 pagini, 415 lei.                                                                             |  |
| 487     | Hande Altayli                                   | Dragostea e capcana diavolului                                                 | xxxxxxxxx 2009 |  |
| 488     | Kurt Vonnegut                                   | Zâmbiți, vă rog!                                                               | Traducere Emilia Comănici, București, 2010, 296 pagini                                                                                    |  |
| 489     | Benoît Duteurtre                                | Întoarcerea generalului                                                        | xxxxxx 2010 |  |
| 490     | Gönül Kıvılcım                                  | Brici                                                                          | Traducere Diana Crupenschi, București, 2010, 160 pagini                                                                                   |  |
| 491     | Friedrich Dürrenmatt                            | Judecătorul și călăul său                                                      | xxxxxxx 2011 |  |
| 492     | Enis Batur                                      | Amara cunoaștere                                                               | Traducere de Diana Crupeschi, București, 2011, 188 de pagini.                                                                             |  |
| 493     | Cem Selcen                                      | Din pricina mărului                                                            | Traducere Emilia Comănici și Carmen Lungu, București, 2010, 320 pagini                                                                    |  |
| 494     | Mine G. Kinkkanat                               | Destina                                                                        | Traducere Diana Crupenschi, București, 2011, 200 pagini                                                                                   |  |
| 495     | Malcolm Bradbury                                | Tăieturi                                                                       | xxxxx 2012 |  |
| 496     | Mário de Sá-Carneiro                            | Marturisirea lui Lúcio                                                         | xxxxx 2012 |  |
| 497     | Hanne Ørstavik                                  | Iubire                                                                         | xxxxx 2012 |  |
| 498     | Jhumpa Lahiri                                   | Interpret de maladii                                                           | Traducere Silviu Mihai, București, 2012, 190 pagini                                                                                       |  |
| 499     | Donald Barthelme                                | Regele                                                                         | xxxxx 2013 |  |
| 500     | Ibrahim Altun                                   | Epidemia romantică                                                             | xxxxx 2013 |  |
| 501     | Ricardo Güiraldes                               | Povești de moarte și de sânge                                                  | xxxxx 2013 |  |
| 502     | Manuel Vicent                                   | Glasul mării                                                                   | xxxxx 2013 |  |
| 503     | Benito Pérez Galdós                             | Marianela                                                                      | xxxxx 2013 |  |
| 504     | Clemens J. Setz                                 | Dragostea în vremea Copilului din Mahlstadt                                    | xxxxx 2014 |  |
| 505     | Shalom Ausländer                                | Speranța: o tragedie                                                           | xxxxx 2014 |  |
| 506     | Christian Gailly                                | O seară la club                                                                | Traducere și note de Claudiu Constantinescu, 2014                                                                                         |  |
| 507     | Jorge Amado                                     | Cizme, robă, cămașa de noapte                                                  | xxxxx 2014 |  |
| 508     | Patricia Melo                                   | Elogiul minciunii                                                              | Traducere Anca Ferro, București, 2014, 174 pagini                                                                                         |  |
| 509     | Lydia Davis                                     | Sfârșitul poveștii                                                             | Traducere din limba engleză de Veronica D. Niculescu, 2014.                                                                               |  |